# 다카라즈카 가극단 26기생
다카라즈카 가극단 26기생은 1936년에 다카라즈카 가극단에 입단하여, 1937년 또는 1938년에 초무대를 밟은 98명을 가리킨다. 초무대 공연 연목은 1937년의 초무대생은 유키구미공연 「하와이 뉴욕」, 하나구미 공연 「보석 퍼레이드」, 츠키구미 공연 「타카라젠느」 중 하나이고, 1938년의 초무대생은 호시구미 공연 「만주에서 북지로」 (일부 단원은 「잊혀지지 않는 노래」에도 출연)이다. 당시에는 다카라즈카 소녀가극단이었다.

## 개요
이 기에는 배우 쿠로키 히카루, 전 하나구미 · 호시구미 조장 아와지 미치코, 전 츠키구미 · 하나구미 조장 나와테 카츠미, 전 호시구미 조장 미즈하라 렌코와 요요기 유카리 등이 입단하였다.
마야 미치코와 유키시로 미사코의 초무대 공연 연목은 「하와이 뉴욕」, 시오지 카스미의 초무대 공연 연목은 하나구미 공연 「보석 퍼레이드」이다.

## 일람
입단 당시 성적순으로 정리되어있다.

### 1937년 초무대
| 예명              | 생일      | 출신지              | 출신 학교                 | 예명의 유래 | 애칭          | 역할 | 퇴단년도 | 비고                                                                         |
| ----------------- | --------- | ------------------- | ------------------------- | --- | ------------- | ---- | -------- | ---------------------------------------------------------------------------- |
| 葉山繁            |           | 이바라키현 미토시   |                           | 신고금와카집 미나모토 시게유키의 『筑波山 端山茂山 しげけれど 思ひ入るには さはらざりけり』에서 백부가 명명    |               |      | 1945년   |                                                                              |
| 하야마 시게루     |           | 이바라키현 미토시   |                           | 신고금와카집 미나모토 시게유키의 『筑波山 端山茂山 しげけれど 思ひ入るには さはらざりけり』에서 백부가 명명    |               |      | 1945년   |                                                                              |
| 虹麗子            |           | 오사카부            |                           | 무지개, 창공에 뜬 7색의 아치, 화사하고 아릅답고, 게다가 진행되고 있는 듯한 우아함.                             | 후-짱, 토이상 |      | 1943년   |                                                                              |
| 니지 레이코       |           | 오사카부            |                           | 무지개, 창공에 뜬 7색의 아치, 화사하고 아릅답고, 게다가 진행되고 있는 듯한 우아함.                             | 후-짱, 토이상 |      | 1943년   |                                                                              |
| 九州美博子        |           |                     |                           | 큐슈 하카타 태생인 것으로 가족이 명명한 후, 「美」를 스스로 추가했다                                           | 나카          |      | 1940년   |                                                                              |
| 쿠스미 히로코     |           |                     |                           | 큐슈 하카타 태생인 것으로 가족이 명명한 후, 「美」를 스스로 추가했다                                           | 나카          |      | 1940년   |                                                                              |
| 水原蓮子          | 4월 3일   | 오사카부 오타루시   | 오타루고등여학교          | 맑은 물에 연꽃이 떠있는 광경 - 그 맑음이 언제까지나 계속될 수 있도록 및 니치렌상인의 부적을 받기를 바라며 명명 | 타마에짱      | 남역 | 1963년   | 미즈하라 세츠코 (水原節子)로 개명. 일본무용강사                              |
| 미즈하라 렌코     | 4월 3일   | 오사카부 오타루시   | 오타루고등여학교          | 맑은 물에 연꽃이 떠있는 광경 - 그 맑음이 언제까지나 계속될 수 있도록 및 니치렌상인의 부적을 받기를 바라며 명명 | 타마에짱      | 남역 | 1963년   | 미즈하라 세츠코 (水原節子)로 개명. 일본무용강사                              |
| 摩耶道子          | 4월 9일   | 도쿄도              |                           | 생월이 부처님 오신 날과 같기 때문에, 부처님의 어머니인 마야부인을 따서 명명                                    |               |      | 1940년   |                                                                              |
| 마야 미치코       | 4월 9일   | 도쿄도              |                           | 생월이 부처님 오신 날과 같기 때문에, 부처님의 어머니인 마야부인을 따서 명명                                    |               |      | 1940년   |                                                                              |
| 櫻山耀子          |           |                     |                           | 친언니가 명명                                                                                                  |               |      | 1941년   |                                                                              |
| 사쿠라야마 요코   |           |                     |                           | 친언니가 명명                                                                                                  |               |      | 1941년   |                                                                              |
| 白峯比良子        | 1월 30일  | 시가현 오오츠시     | 시가현립오오츠고등여학교  | | 키노베        |      | 1947년   | 오오미 후지코 (大見不二子)로 개명                                            |
| 시라미네 히라코   | 1월 30일  | 시가현 오오츠시     | 시가현립오오츠고등여학교  | | 키노베        |      | 1947년   | 오오미 후지코 (大見不二子)로 개명                                            |
| 龍見昇            |           |                     |                           | 『토지용왕(土地龍王)』이라고 쓰여진 초롱을 보고 고안한 예명을 히키다 이치로가 채용                             |               |      | 1940년   |                                                                              |
| 타츠미 노보루     |           |                     |                           | 『토지용왕(土地龍王)』이라고 쓰여진 초롱을 보고 고안한 예명을 히키다 이치로가 채용                             |               |      |          |                                                                              |
| 羽衣榮津          |           |                     |                           | |               |      | 1945년   |                                                                              |
| 하고로모 에츠     |           |                     |                           | |               |      | 1945년   |                                                                              |
| 上里文子          |           |                     |                           | 본명의 글자를 사용해서 친구가 명명                                                                             |               |      | 1939년   |                                                                              |
| 우에사토 후미코   |           |                     |                           | 본명의 글자를 사용해서 친구가 명명                                                                             |               |      | 1939년   |                                                                              |
| 夕波ちどり        |           | 오사카부            |                           | 요시야 노부코가 명명                                                                                           | 사코짱        |      | 1945년   |                                                                              |
| 유우나미 치도리   |           | 오사카부            |                           | 요시야 노부코가 명명                                                                                           | 사코짱        |      | 1945년   |                                                                              |
| 百木そのふ        |           |                     |                           | 만요슈에서 대반서지의 『御園生の百木の梅の散る 花の天に飛び上り 雪と降りけむ』 에서 음악학교에서 명명          |               |      | 1939년   |                                                                              |
| 모모키 소노부     |           |                     |                           | 만요슈에서 대반서지의 『御園生の百木の梅の散る 花の天に飛び上り 雪と降りけむ』 에서 음악학교에서 명명          |               |      | 1939년   |                                                                              |
| 小車しのぶ        | 11월 17일 |                     |                           | 요곡 『羽衣』에서 친구가 명명                                                                                  |               |      | 1947년   |                                                                              |
| 오구루마 시노부   | 11월 17일 |                     |                           | 요곡 『羽衣』에서 친구가 명명                                                                                  |               |      | 1947년   |                                                                              |
| 峯高美            |           |                     |                           | 『자신이 좋아하는 봉우리처럼 높고 아름답게 예술을 연마해 나가도록』 이라고 어머니가 명명                       |               |      | 1944년   | 미네 유미코 (峯夕美子)로 개명                                                |
| 미네 타카미       |           |                     |                           | 『자신이 좋아하는 봉우리처럼 높고 아름답게 예술을 연마해 나가도록』 이라고 어머니가 명명                       |               |      | 1944년   | 미네 유미코 (峯夕美子)로 개명                                                |
| 三津まもる        |           |                     |                           | 고향 수호신의 미츠신사에서 지킴받을 수 있도록                                                                  |               |      | 1944년   |                                                                              |
| 미츠 마모루       |           |                     |                           | 고향 수호신의 미츠신사에서 지킴받을 수 있도록                                                                  |               |      | 1944년   |                                                                              |
| 千羽眞木子        |           | 교토부              |                           | 친모가 명명 |               |      | 1941년   |                                                                              |
| 센바 마키코       |           | 교토부              |                           | 친모가 명명 |               |      | 1941년   |                                                                              |
| 田毎かつら        |           |                     |                           | |               |      | 1942년   |                                                                              |
| 타고토 카츠라     |           |                     |                           | |               |      | 1942년   |                                                                              |
| 東町友恵          |           |                     | 아오야마가쿠인 고등여학부 | 도쿄를 가리키는 히가시쵸와 동지를 벗으로 하고 인애의 길로 나아가는 의미의 친구를 조합해서 아버지가 명명        | 마키노, 얏짱  | 남역 | 1945년   |                                                                              |
| 히가시마치 토모에 |           |                     | 아오야마가쿠인 고등여학부 | 도쿄를 가리키는 히가시쵸와 동지를 벗으로 하고 인애의 길로 나아가는 의미의 친구를 조합해서 아버지가 명명        | 마키노, 얏짱  | 남역 | 1945년   |                                                                              |
| 巨勢つばき        |           |                     |                           | 만요슈의 『巨勢山の つらつら椿 つらつらに 見つつ偲はな 巨勢の春野を』에서 히키다 이치로가 명명                 |               | 남역 | 1944년   | 쿠레타케 요코 (呉竹陽子)로 개명                                              |
| 코세 츠바키       |           |                     |                           | 만요슈의 『巨勢山の つらつら椿 つらつらに 見つつ偲はな 巨勢の春野を』에서 히키다 이치로가 명명                 |               | 남역 | 1944년   | 쿠레타케 요코 (呉竹陽子)로 개명                                              |
| 雲上龍子          | 12월 17일 | 오사카부            |                           | 본명을 써서 가족이 명명                                                                                        |               |      | 1943년   | 쿠모베 타츠코 (雲邊龍子)로 개명                                              |
| 쿠모노에 타츠코   | 12월 17일 | 오사카부            |                           | 본명을 써서 가족이 명명                                                                                        |               |      | 1943년   | 쿠모베 타츠코 (雲邊龍子)로 개명                                              |
| 野々村吹雪        |           |                     |                           | 요사 부손의 『宿貸せと刀投げ出す吹雪哉』와 눈보라를 들판에서 마주쳤다 상상하며 명명                            |               |      | 1939년   |                                                                              |
| 노노무라 후부키   |           |                     |                           | 요사 부손의 『宿貸せと刀投げ出す吹雪哉』와 눈보라를 들판에서 마주쳤다 상상하며 명명                            |               |      | 1939년   |                                                                              |
| 雪城美沙子        | 10월 20일 | 효고현 다카라즈카시 |                           | 平井房人가 명명                                                                                                | 츠-코         | 여역 | 1950년   | 발레 댄서. 발레지도자 카미 사나에                                            |
| 유키시로 미사코   | 10월 20일 | 효고현 다카라즈카시 |                           | 平井房人가 명명                                                                                                | 츠-코         | 여역 | 1950년   | 발레 댄서. 발레지도자 카미 사나에                                            |
| 櫻路陽子          | 10월 23일 | 아이치현 토요하시시 | 토요하시시립고등여학교    | | 효우짱        |      | 1940년   |                                                                              |
| 사쿠라지 요코     | 10월 23일 | 아이치현 토요하시시 | 토요하시시립고등여학교    | | 효우짱        |      | 1940년   |                                                                              |
| 双葉由利          | 6월 15일  | 오사카부 오사카시   | 오오타니고등여학교        | | 니시샨        |      | 1940년   |                                                                              |
| 후타바 유리       | 6월 15일  | 오사카부 오사카시   | 오오타니고등여학교        | | 니시샨        |      | 1940년   |                                                                              |
| 瑞木千枝          |           |                     |                           | |               |      | 1946년   |                                                                              |
| 미즈키 치에       |           |                     |                           | |               |      | 1946년   |                                                                              |
| 水門眞砂子        |           |                     |                           | |               |      | 1940년   |                                                                              |
| 미토 마사코       |           |                     |                           | |               |      | 1940년   |                                                                              |
| 富士川みはる      |           |                     |                           | 다카라즈카 음악학교에서 명명                                                                                   |               |      | 1941년   |                                                                              |
| 후지카와 미하루   |           |                     |                           | 다카라즈카 음악학교에서 명명                                                                                   |               |      | 1941년   |                                                                              |
| 千晴千代子        |           |                     |                           | |               |      | 1942년   |                                                                              |
| 치하루 치요코     |           |                     |                           | |               |      | 1942년   |                                                                              |
| 江美那智子        | 10월 4일  | 도쿄도              | 윌미나여학교              | |               |      | 1939년   | 에나미 나치코 (江南那智子)로 개명                                            |
| 에미 나치코       | 10월 4일  | 도쿄도              | 윌미나여학교              | |               |      | 1939년   | 에나미 나치코 (江南那智子)로 개명                                            |
| 千峯瀧子          |           |                     |                           | |               |      | 1939년   | 치미네 타키코 (千峯滝子)로 개명                                              |
| 치미네 타키코     |           |                     |                           | |               |      | 1939년   | 치미네 타키코 (千峯滝子)로 개명                                              |
| 伊勢渚            |           | 중화민국 칭다오시   |                           | |               | 여역 | 1941년   |                                                                              |
| 이세 나기사       |           | 중화민국 칭다오시   |                           | |               | 여역 | 1941년   |                                                                              |
| 豊瑞穂            |           |                     |                           | |               |      | 1947년   |                                                                              |
| 유타카 미즈호     |           |                     |                           | |               |      | 1947년   |                                                                              |
| 青葉美登里        |           |                     |                           | |               |      | 1940년   |                                                                              |
| 아오바 미도리     |           |                     |                           | |               |      | 1940년   |                                                                              |
| 菊水鈴子          |           |                     |                           | |               |      | 1944년   |                                                                              |
| 키쿠미즈 스즈코   |           |                     |                           | |               |      | 1944년   |                                                                              |
| 小島磯子          |           |                     |                           | |               |      | 1947년   |                                                                              |
| 코지마 이소코     |           |                     |                           | |               |      | 1947년   |                                                                              |
| 園田聖子          |           |                     |                           | |               |      | 1940년   |                                                                              |
| 소노다 세이코     |           |                     |                           | |               |      | 1940년   |                                                                              |
| 美奈川あきら      |           |                     |                           | |               |      | 1940년   |                                                                              |
| 미나가와 아키라   |           |                     |                           | |               |      | 1940년   |                                                                              |
| 三重はるみ        |           |                     |                           | |               |      | 1940년   |                                                                              |
| 미에 하루미       |           |                     |                           | |               |      | 1940년   |                                                                              |
| 葉室水代          |           |                     |                           | 가족이 명명 | 난짱          |      | 1939년   |                                                                              |
| 하무로 미나요     |           |                     |                           | 가족이 명명 | 난짱          |      | 1939년   |                                                                              |
| 御民由貴子        | 7월 12일  | 효고현 아시야시     | 쇼인고등여학교            | | 미요짱        |      | 1941년   |                                                                              |
| 미타미 유키코     | 7월 12일  | 효고현 아시야시     | 쇼인고등여학교            | | 미요짱        |      | 1941년   |                                                                              |
| 高殿都            |           |                     |                           | |               |      | 1940년   |                                                                              |
| 타카도노 미야코   |           |                     |                           | |               |      | 1940년   |                                                                              |
| 美園いさみ        |           |                     |                           | |               |      | 1940년   |                                                                              |
| 미소노 이사미     |           |                     |                           | |               |      | 1940년   |                                                                              |
| 琵琶みこと        |           |                     |                           | 마쿠라노소시에서 다카라즈카 음악학교에서 명명                                                                  |               |      | 1940년   | 비와 미야코 (琵琶みやこ)로 개명                                              |
| 비와 미코토       |           |                     |                           | 마쿠라노소시에서 다카라즈카 음악학교에서 명명                                                                  |               |      | 1940년   | 비와 미야코 (琵琶みやこ)로 개명                                              |
| 南城美千世        | 4월 11일  | 에히메현 마츠야마시 |                           | | 미-보         |      | 1944년   |                                                                              |
| 난죠 미치요       | 4월 11일  | 에히메현 마츠야마시 |                           | | 미-보         |      | 1944년   |                                                                              |
| 紅玉美            | 6월 21일  | 도쿄도 오우메시     | 도쿄부립제9고등여학교     | |               |      | 1944년   |                                                                              |
| 쿠레나이 타마미   | 6월 21일  | 도쿄도 오우메시     | 도쿄부립제9고등여학교     | |               |      | 1944년   |                                                                              |
| 城戸雅代          |           |                     |                           | |               |      | 1944년   |                                                                              |
| 키도 마사요       |           |                     |                           | |               |      | 1944년   |                                                                              |
| 丘映子            |           | 효고현 고베시       |                           | | 못짱          |      | 1944년   | 「파르마 미용실」 (도쿄도 시부야구) 경영                                     |
| 오카 에이코       |           | 효고현 고베시       |                           | | 못짱          |      | 1944년   | 「파르마 미용실」 (도쿄도 시부야구) 경영                                     |
| 橋立美子          |           |                     |                           | |               |      | 1944년   |                                                                              |
| 하시다테 요시코   |           |                     |                           | |               |      | 1944년   |                                                                              |
| 新高美樹子        |           |                     |                           | |               |      | 1944년   |                                                                              |
| 니이타카 미키코   |           |                     |                           | |               |      | 1944년   |                                                                              |
| 潮路かすみ        | 2월 4일   |                     |                           | |               | 남역 | 1941년   |                                                                              |
| 시오지 카스미     | 2월 4일   |                     |                           | |               | 남역 | 1941년   |                                                                              |
| 有馬榮子          |           |                     |                           | |               |      | 1945년   |                                                                              |
| 아리마 에이코     |           |                     |                           | |               |      | 1945년   |                                                                              |
| 鈴丘笙子          | 4월 11일  | 오사카부            |                           | 新羅三郎の足柄山訣別の故事                                                                                     | 쿠보짱        |      | 1953년   |                                                                              |
| 스즈오카 쇼코     | 4월 11일  | 오사카부            |                           | 新羅三郎の足柄山訣別の故事                                                                                     | 쿠보짱        |      | 1953년   |                                                                              |
| 巴美保子          | 3월 14일  | 오사카부            | 쇼인고등여학교            | |               | 여역 | 1945년   | 남편 타카치호 교역창업 사장 카기야 타케오                                    |
| 토모에 미호코     | 3월 14일  | 오사카부            | 쇼인고등여학교            | |               | 여역 | 1945년   | 남편 타카치호 교역창업 사장 카기야 타케오                                    |
| 盾津郷子          |           |                     |                           | |               |      | 1943년   |                                                                              |
| 타테츠 사토코     |           |                     |                           | |               |      | 1943년   |                                                                              |
| 秋月妙子          |           |                     |                           | |               |      | 1940년   |                                                                              |
| 아키즈키 타에코   |           |                     |                           | |               |      | 1940년   |                                                                              |
| 磯路明美          |           |                     |                           | |               |      | 1946년   | 하루사토 아케미 (春里明美)로 개명                                            |
| 이소지 아케미     |           |                     |                           | |               |      | 1946년   | 하루사토 아케미 (春里明美)로 개명                                            |
| 稚乃宮匂子        | 3월 19일  |                     |                           | | 이나상        |      | 1944년   | 치노하나 니오코 (稚之花匂子)로 개명 남편 우메다 코마 극장 사장 이토 쿠니스케 |
| 치노미야 니오코   | 3월 19일  |                     |                           | | 이나상        |      | 1944년   | 치노하나 니오코 (稚之花匂子)로 개명 남편 우메다 코마 극장 사장 이토 쿠니스케 |
| 白羽通子          |           |                     |                           | |               |      | 1944년   |                                                                              |
| 시라하 미치코     |           |                     |                           | |               |      | 1944년   |                                                                              |
| 神風五十鈴        |           |                     |                           | |               |      | 1945년   | 아사카제 이스즈 (朝風いすヾ)로 개명                                          |
| 카미카제 이스즈   |           |                     |                           | |               |      | 1945년   | 아사카제 이스즈 (朝風いすヾ)로 개명                                          |
| 美南久瑠壽        |           |                     |                           | |               |      | 1940년   |                                                                              |
| 미나미 쿠루스     |           |                     |                           | |               |      | 1940년   |                                                                              |
| 光明子            |           |                     |                           | |               |      | 1940년   |                                                                              |
| 히카리 아키코     |           |                     |                           | |               |      | 1940년   |                                                                              |
| 千草順子          |           |                     |                           | |               |      | 1946년   |                                                                              |
| 치구사 준코       |           |                     |                           | |               |      | 1946년   |                                                                              |
| 扇町華子          |           |                     |                           | | 벳짱          |      | 1943년   | 오우기 하나코 (扇華子)로 개명                                                |
| 오우기마치 하나코 |           |                     |                           | | 벳짱          |      | 1943년   | 오우기 하나코 (扇華子)로 개명                                                |
| 不二令子          |           |                     |                           | |               |      | 1941년   |                                                                              |
| 후지 레이코       |           |                     |                           | |               |      | 1941년   |                                                                              |
| 畷克美            | 1월 19일  | 오사카부 오사카시   |                           | 시죠나와테시에서 따옴                                                                                          | 우에상        | 여역 | 1963년   |                                                                              |
| 나와테 카츠미     | 1월 19일  | 오사카부 오사카시   |                           | 시죠나와테시에서 따옴                                                                                          | 우에상        | 여역 | 1963년   |                                                                              |
| 草香みゆき        |           |                     |                           | |               |      | 1944년   |                                                                              |
| 쿠사카 미유키     |           |                     |                           | |               |      | 1944년   |                                                                              |
| 香月照子          |           | 후쿠이현 츠루가시   |                           | |               |      | 1943년   |                                                                              |
| 카즈키 테루코     |           | 후쿠이현 츠루가시   |                           | |               |      | 1943년   |                                                                              |
| 梓弓子            |           |                     |                           | 지인이 고안 |               |      | 1938년   |                                                                              |
| 아즈사 유미코     |           |                     |                           | 지인이 고안 |               |      | 1938년   |                                                                              |
| 稲葉明子          |           |                     |                           | |               |      | 1938년   |                                                                              |
| 이나바 아키코     |           |                     |                           | |               |      | 1938년   |                                                                              |
| 宇佐美圭子        |           |                     |                           | |               |      | 1938년   |                                                                              |
| 우사미 케이코     |           |                     |                           | |               |      | 1938년   |                                                                              |
| 雲邊美禰子        |           |                     |                           | |               |      | 1938년   |                                                                              |
| 쿠모베 미네코     |           |                     |                           | |               |      | 1938년   |                                                                              |
| 白良まこと        |           |                     |                           | |               |      | 1938년   |                                                                              |
| 시라라 마코토     |           |                     |                           | |               |      | 1938년   |                                                                              |
| はるな不二子      |           |                     |                           | |               |      | 1946년   | 하루나 후지코 (榛名不二子)로 개명                                            |
| 하루나 후지코     |           |                     |                           | |               |      | 1946년   | 하루나 후지코 (榛名不二子)로 개명                                            |
| 夢野千枝子        |           |                     |                           | |               |      | 1938년   |                                                                              |
| 유메노 치에코     |           |                     |                           | |               |      | 1938년   |                                                                              |

### 1938년 초무대
| 예명              | 생일     | 출신지                      | 출신 학교        | 예명의 유래   | 애칭                 | 역할 | 퇴단년도 | 비고 |
| ----------------- | -------- | --------------------------- | ---------------- | ------------- | -------------------- | ---- | -------- | --- |
| 秋田いほり        |          |                             |                  |               |                      |      | 1940년   | |
| 아키타 이호리     |          |                             |                  |               |                      |      | 1940년   | |
| 花園真咲          |          |                             |                  |               |                      |      | 1940년   | |
| 하나조노 마사키   |          |                             |                  |               |                      |      | 1940년   | |
| 黒木ひかる        | 3월 12일 | 도쿄도                      | 아베노고등여학교 | 아버지가 명명 | 안나, 모토상, 아나짱 | 남역 | 1969년   | 배우 남편 배우 소가노야 메이쵸                                                                                                |
| 쿠로키 히카루     | 3월 12일 | 도쿄도                      | 아베노고등여학교 | 아버지가 명명 | 안나, 모토상, 아나짱 | 남역 | 1969년   | 배우 남편 배우 소가노야 메이쵸                                                                                                |
| 三室潤子          |          |                             |                  |               |                      |      | 1940년   | |
| 미무로 준코       |          |                             |                  |               |                      |      | 1940년   | |
| 淡路通子          | 2월 28일 | 효고현 다카라즈카시         | 다카라즈카       | 백인일수      | 오후쿠짱, 오쿠쿠로상 | 여역 | 1984년   | 다카라즈카 가극단 연기강사 |
| 아와지 미치코     | 2월 28일 | 효고현 다카라즈카시         | 다카라즈카       | 백인일수      | 오후쿠짱, 오쿠쿠로상 | 여역 | 1984년   | 다카라즈카 가극단 연기강사 |
| 五色丸和子        |          |                             |                  |               |                      |      | 1943년   | |
| 고시키마루 카즈코 |          |                             |                  |               |                      |      | 1943년   | |
| 千賀陽子          |          |                             |                  |               |                      |      | 1940년   | |
| 치가 요코         |          |                             |                  |               |                      |      | 1940년   | |
| 高輪三津子        |          |                             |                  |               |                      |      | 1943년   | |
| 타카나와 미츠코   |          |                             |                  |               |                      |      | 1943년   | |
| 高山登            |          |                             |                  |               |                      |      | 1942년   | |
| 타카야마 노보루   |          |                             |                  |               |                      |      | 1942년   | |
| 月春子            |          |                             |                  |               |                      |      | 1944년   | |
| 츠키 하루코       |          |                             |                  |               |                      |      | 1944년   | |
| 代々木ゆかり      |          |                             |                  |               |                      |      | 1944년   | 남편 전 요미우리 자이언츠 감독 카와카미 테츠하루 아들 작가 카와카미 요시테루 숙모 타카사고 마츠코 (3) 숙모 카미요 니시키 (19) |
| 요요기 유카리     |          |                             |                  |               |                      |      | 1944년   | 남편 전 요미우리 자이언츠 감독 카와카미 테츠하루 아들 작가 카와카미 요시테루 숙모 타카사고 마츠코 (3) 숙모 카미요 니시키 (19) |
| 千早成子          |          |                             |                  |               |                      |      | 1940년   | |
| 치하야 세이코     |          |                             |                  |               |                      |      | 1940년   | |
| 櫻川綾子          |          |                             |                  |               |                      |      | 1940년   | |
| 사쿠라가와 아야코 |          |                             |                  |               |                      |      | 1940년   | |
| 雲路浪子          |          |                             |                  |               |                      |      | 1939년   | |
| 쿠모지 나미코     |          |                             |                  |               |                      |      | 1939년   | |
| 興津園子          |          |                             |                  |               |                      |      | 1940년   | |
| 오키츠 소노코     |          |                             |                  |               |                      |      | 1940년   | |
| 一宮芳香          |          |                             |                  |               |                      |      | 1938년   | |
| 이치노미야 요시카 |          |                             |                  |               |                      |      | 1938년   | |
| 音羽菊美          | 3월 1일  | 카가와현 나카타도군타도츠쵸 |                  |               |                      | 남역 | 1938년   | |
| 오토와 키쿠미     | 3월 1일  | 카가와현 나카타도군타도츠쵸 |                  |               |                      | 남역 | 1938년   | |
| 神守勝子          |          |                             |                  |               |                      |      | 1944년   | 카츠라 케이코 (桂圭子)로 개명                                                                                                 |
| 카미모리 카츠코   |          |                             |                  |               |                      |      | 1944년   | 카츠라 케이코 (桂圭子)로 개명                                                                                                 |
| 大御代嘉子        |          | 도쿄도                      |                  |               | 마츠                 |      | 1944년   | 카가와 요코 (佳川陽子)로 개명                                                                                                 |
| 오오미요 토시코   |          | 도쿄도                      |                  |               | 마츠                 |      | 1944년   | 카가와 요코 (佳川陽子)로 개명                                                                                                 |
| 摂津文子          |          |                             |                  |               |                      |      | 1940년   | |
| 셋츠 후미코       |          |                             |                  |               |                      |      | 1940년   | |
| 月城峰子          |          |                             |                  |               |                      |      | 1941년   | |
| 츠키시로 미네코   |          |                             |                  |               |                      |      | 1941년   | |
| 波江輝子          |          |                             |                  |               |                      |      | 1938년   | |
| 나미에 테루코     |          |                             |                  |               |                      |      | 1938년   | |
| 春海久子          |          |                             |                  |               |                      |      | 1938년   | |
| 하루미 히사코     |          |                             |                  |               |                      |      | 1938년   | |
| 吉水法子          |          |                             |                  |               |                      |      | 1941년   | |
| 요시미즈 노리코   |          |                             |                  |               |                      |      | 1941년   | |